# مفصل رزي

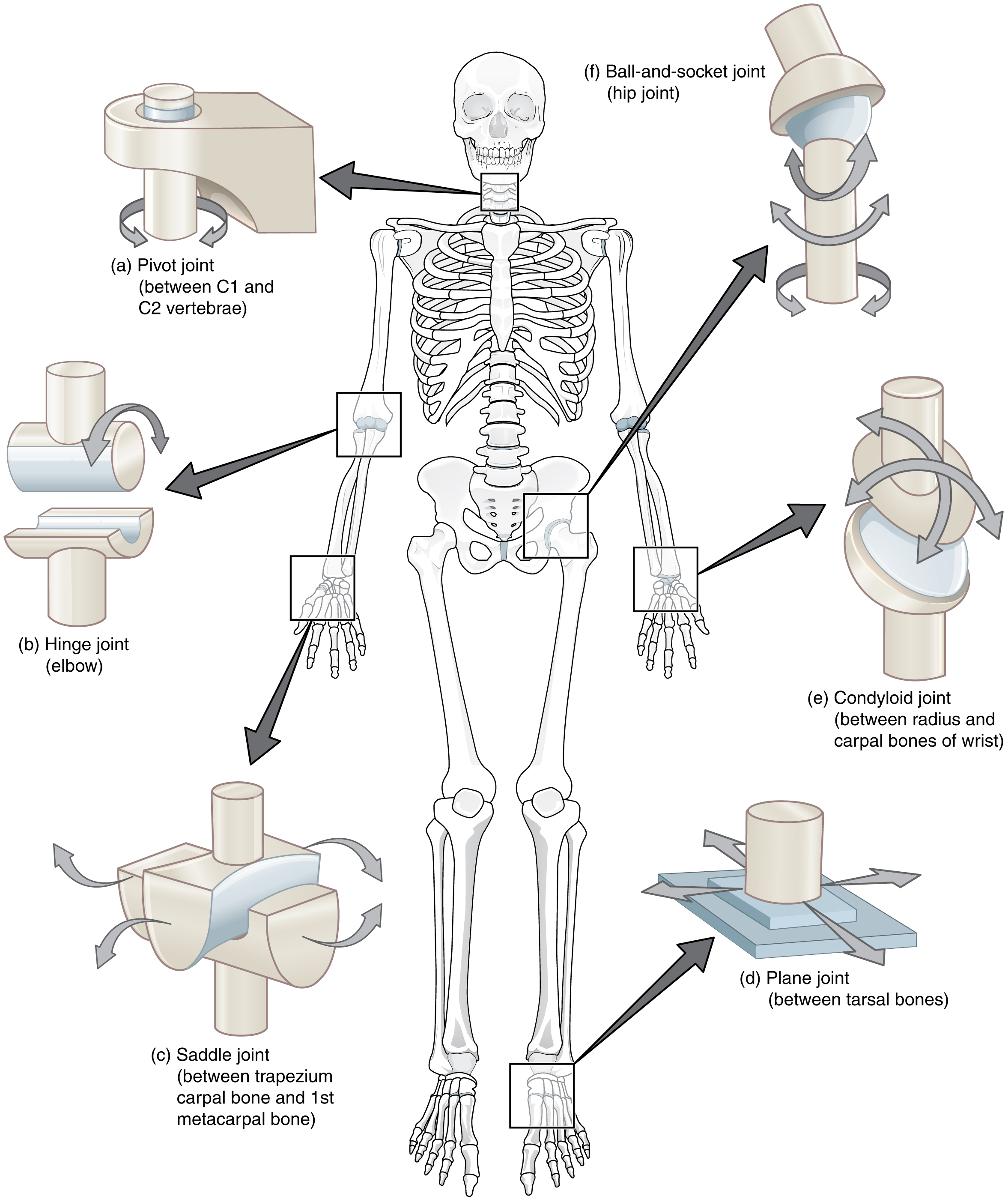
أنواع المفاصل الزلالية (Synovial joints) كما هي مُبيّنة على الرسم بعكس اتجاه عقارب الساعة ، وبدئاً من أعلى اليسار:
a-محوري Synovial joint
b-رزّي Hinge joint
c-سرجي saddle joint
d-مُسطّح Plane joint
e-لُقمي Condyloid joint
f-الكرة والتجويف ball and socket joint

المَفْصِلُ الرَزِّيّ (بالإنجليزية: Hinge joint)‏ هو مفصل عظمي تتشكّل فيه السطوح المفصلية مع بعضها البعض بطريقة تسمح بالحركة في مستوىً واحدٍ فقط. وفقا لأحد أنظمة التصنيف ، يُعتبر هذا المفصل له درجة حرية واحدة  مثل المفصل المحوري. الاتجاه الذي تأخذه العظام البعيدة في حركة هذا المفصل نادرا ما يكون في نفس مستوى محور العظم القريب؛ فعادة ما يكون هناك قدر معين من الانحراف عن الخط المستقيم خلال حركة الثني.
ترتبط السطوح المفصلية للعظام بواسطة أربطة جانبية قوية (بالإنجليزية: collateral ligaments)‏.
المفصل الرزي والمفصل الصائري (المحوري) كلاهما مفصل زلالي. ويمكن اعتبار المفصل الرزي نوع مُعدّل مفصل سرجي، ولكن بحركة أقلّ.

## أمثلة على المفصل الرزي
الركبة هي أكبر مفصل رزّي في جسم الإنسان. أفضل أمثلة على المفاصل الرزّيّة في الجسم البشري هي:
- المفاصل بين سلاميات اليد.
- المفاصل بين سلاميات القدم.
- المفصل بين عظم العضد وعظم الزند.
- مفصليّ: الركبة والكاحل أقل نمطية لأنها تسمح بدرجة طفيفة من الدوران أو الحركة الجانبية من جنب إلى جنب في أوضاع معينة للطرف.

## أمثلة أخرى
مفاصل مشابهة في عملها للمفصل الرزّي :
- مفصل الباب.
- مفصل أبواب الخزانة.
- أبواب دخول الكلاب إلى المنزل.

## صور إضافية

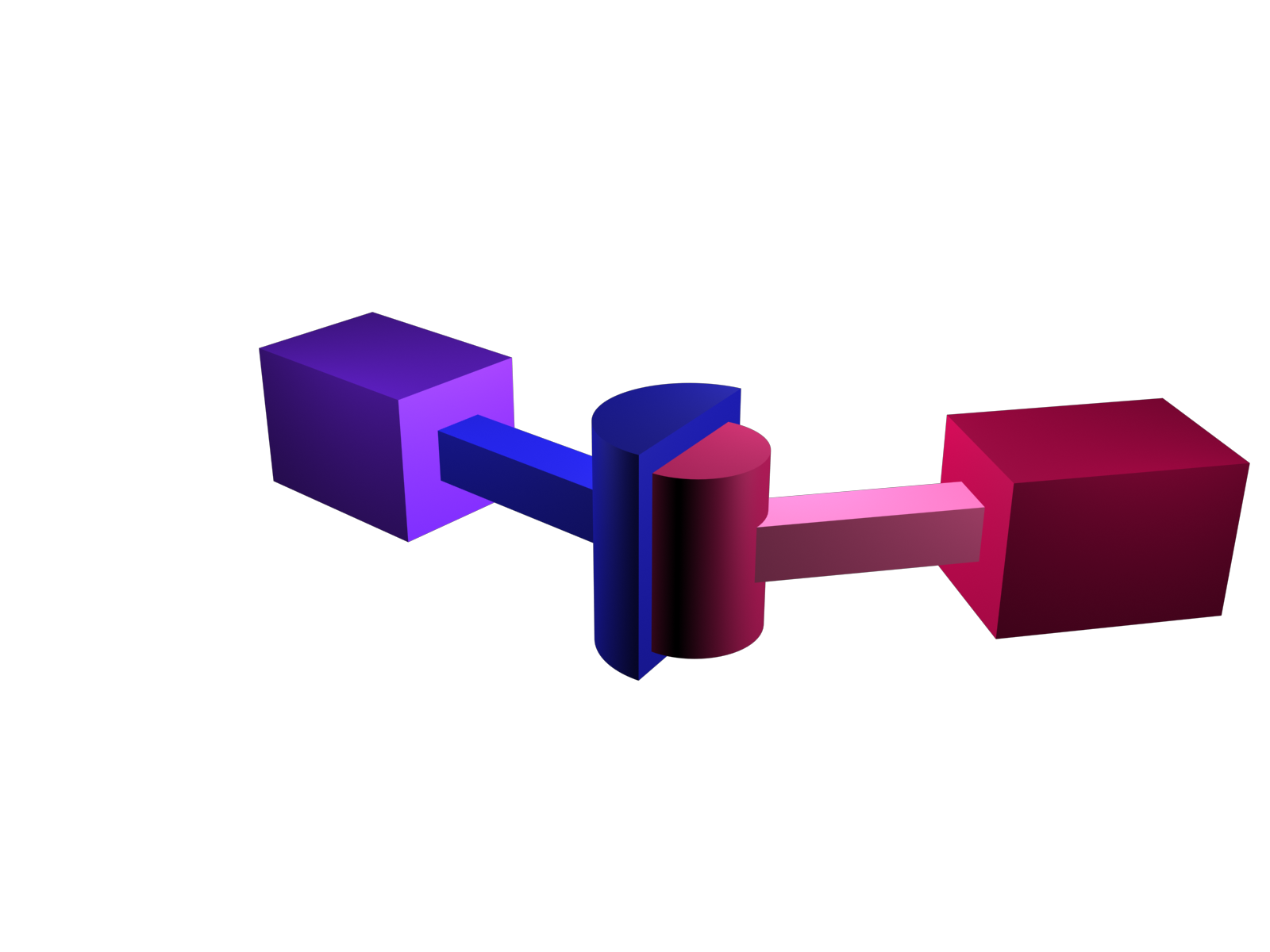
فكرة عمل المفصل الرزّي.
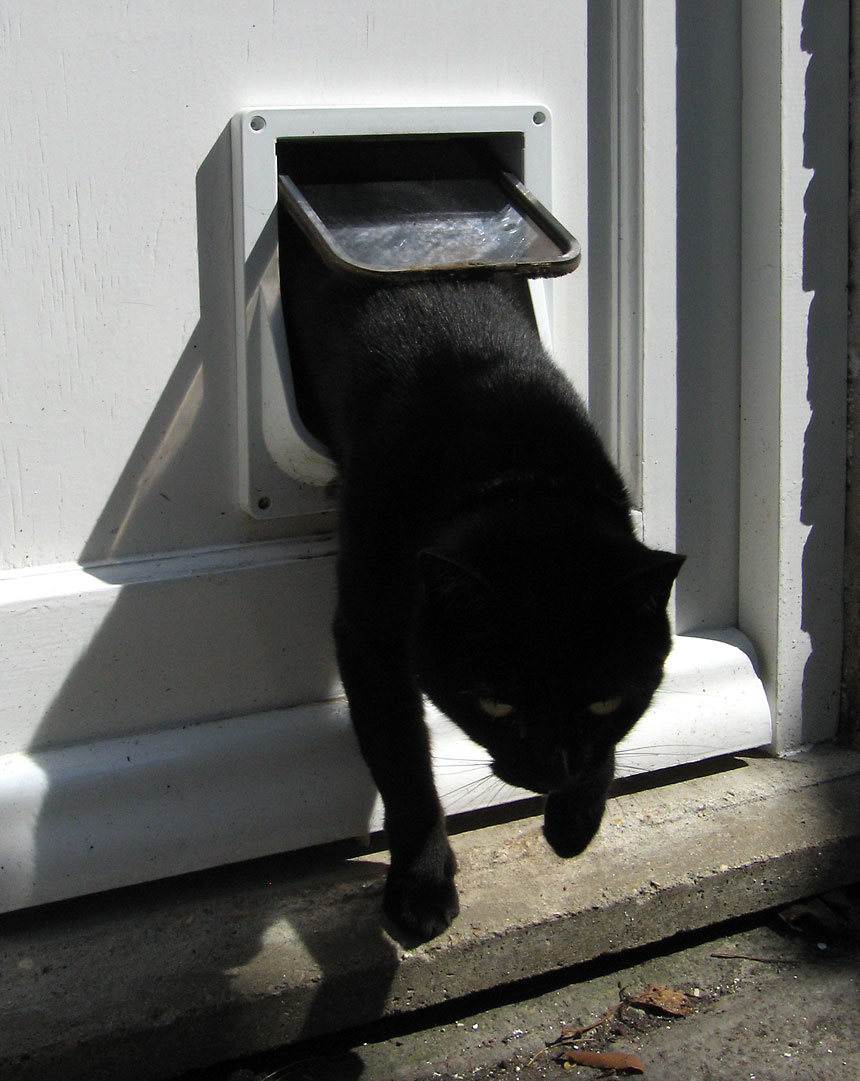
باب القطّة ، مفصل رزّي.
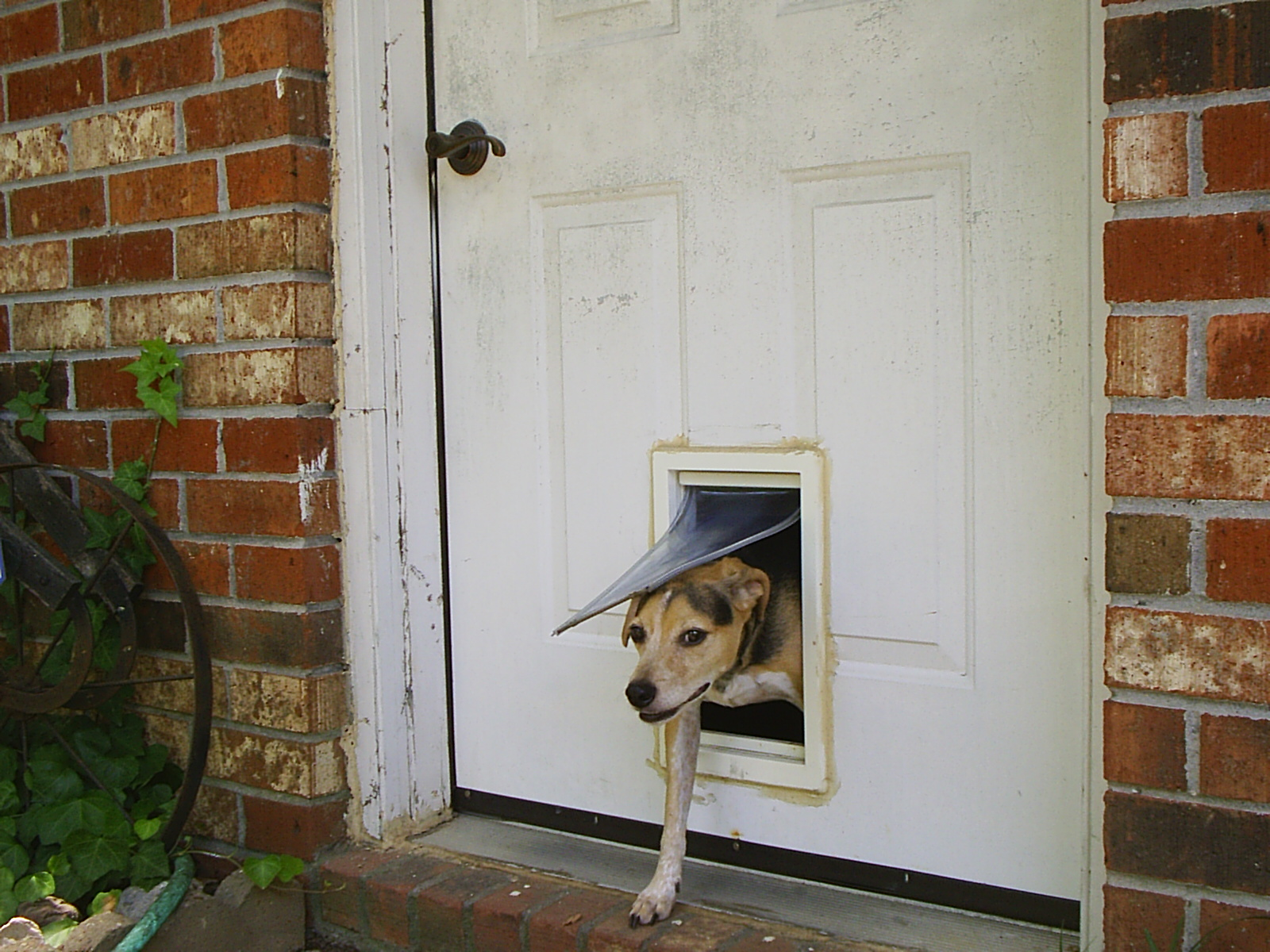
باب خروج الكلب ، مفصل رزّي.
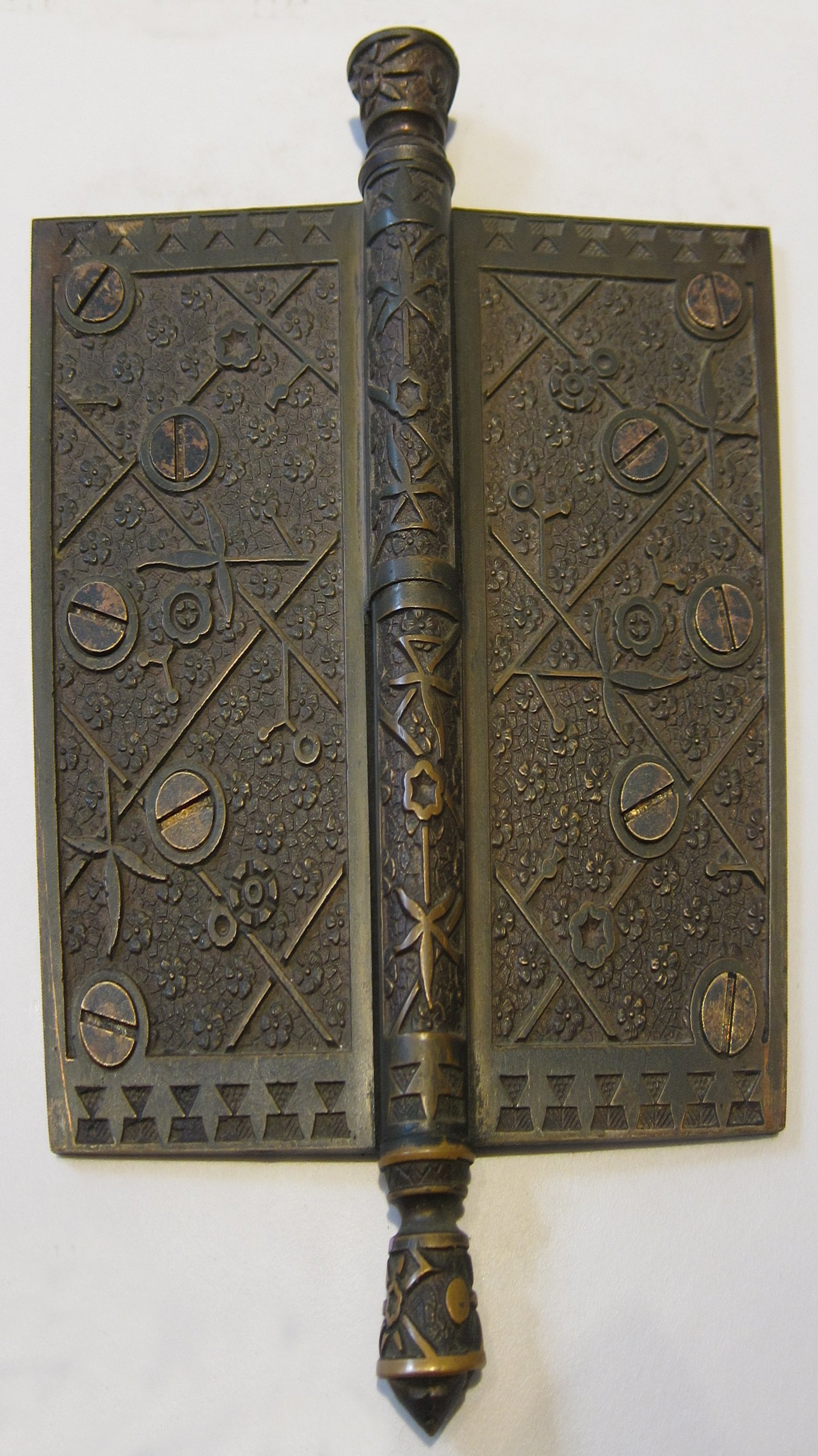
مفصل رزّي في أحد المتاحف ، عام 1892.
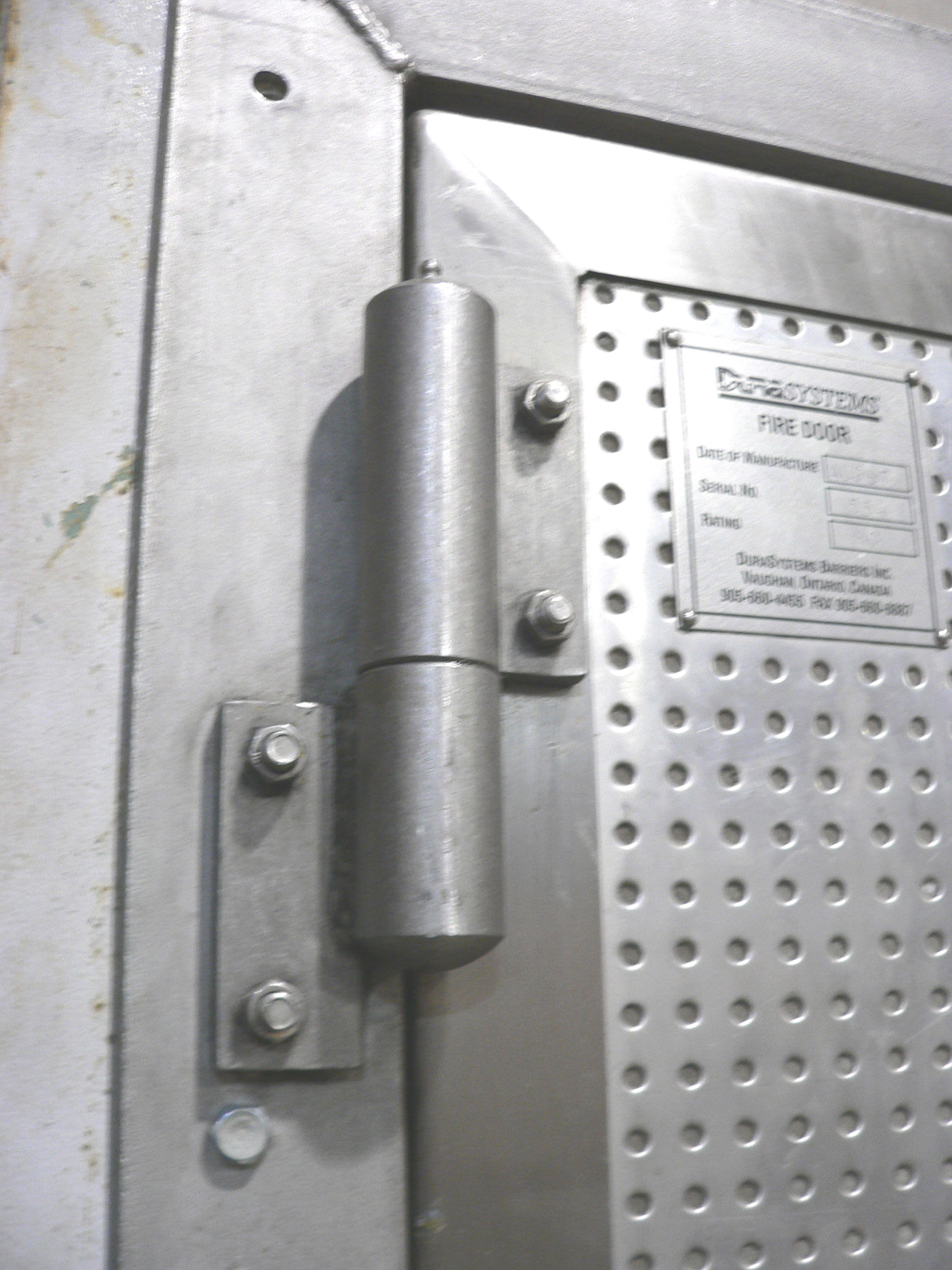
مفصل رزّي لباب حريق من الصُلب.
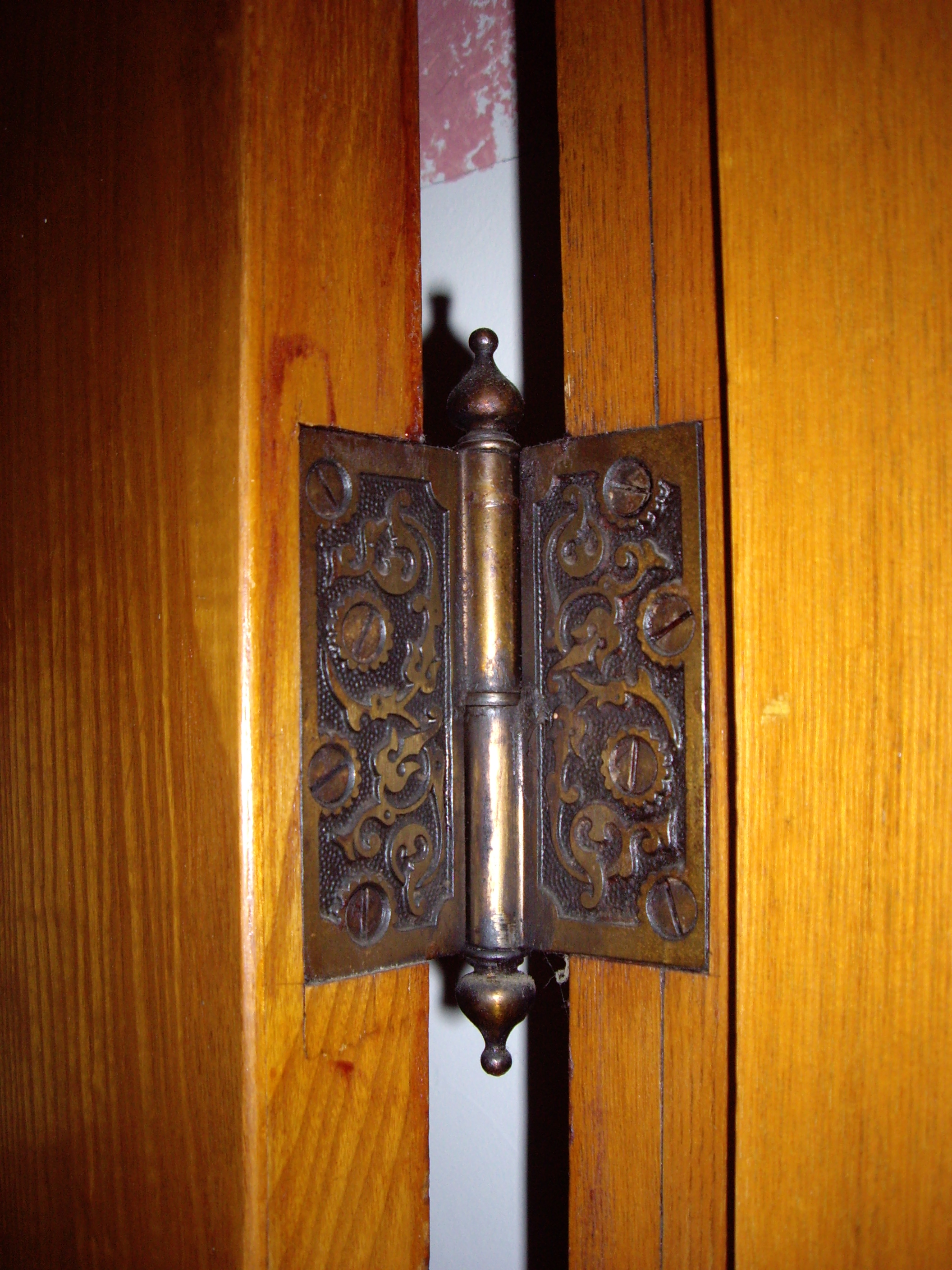
مفصل رزّي.
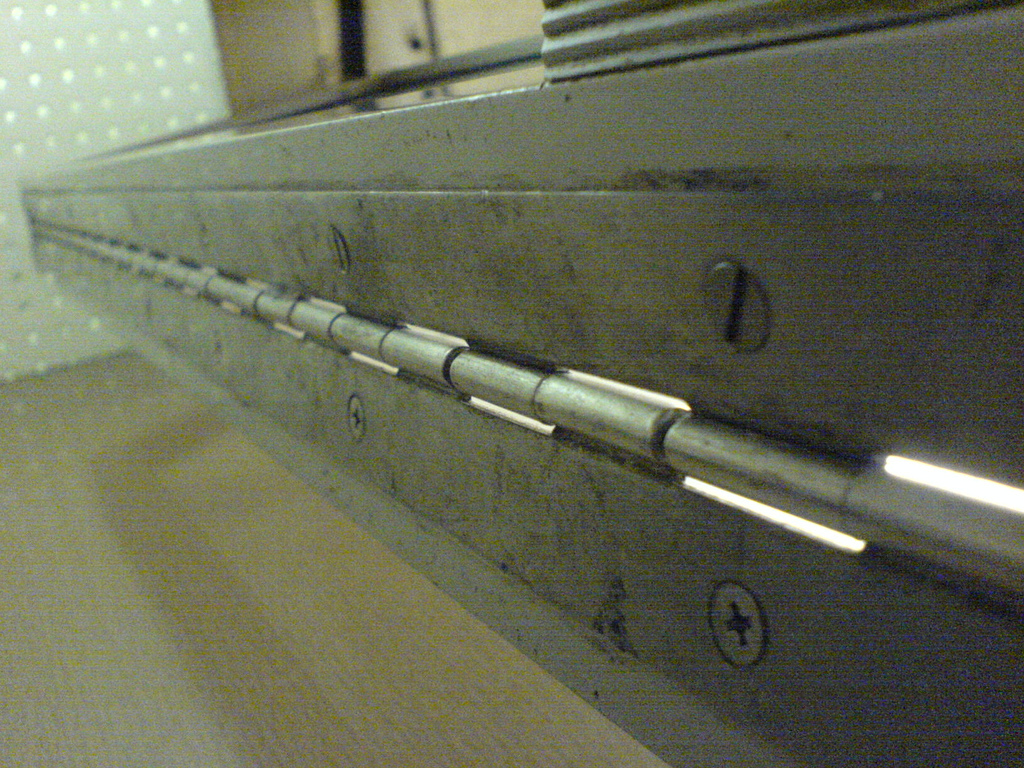
مفصل رزّي.
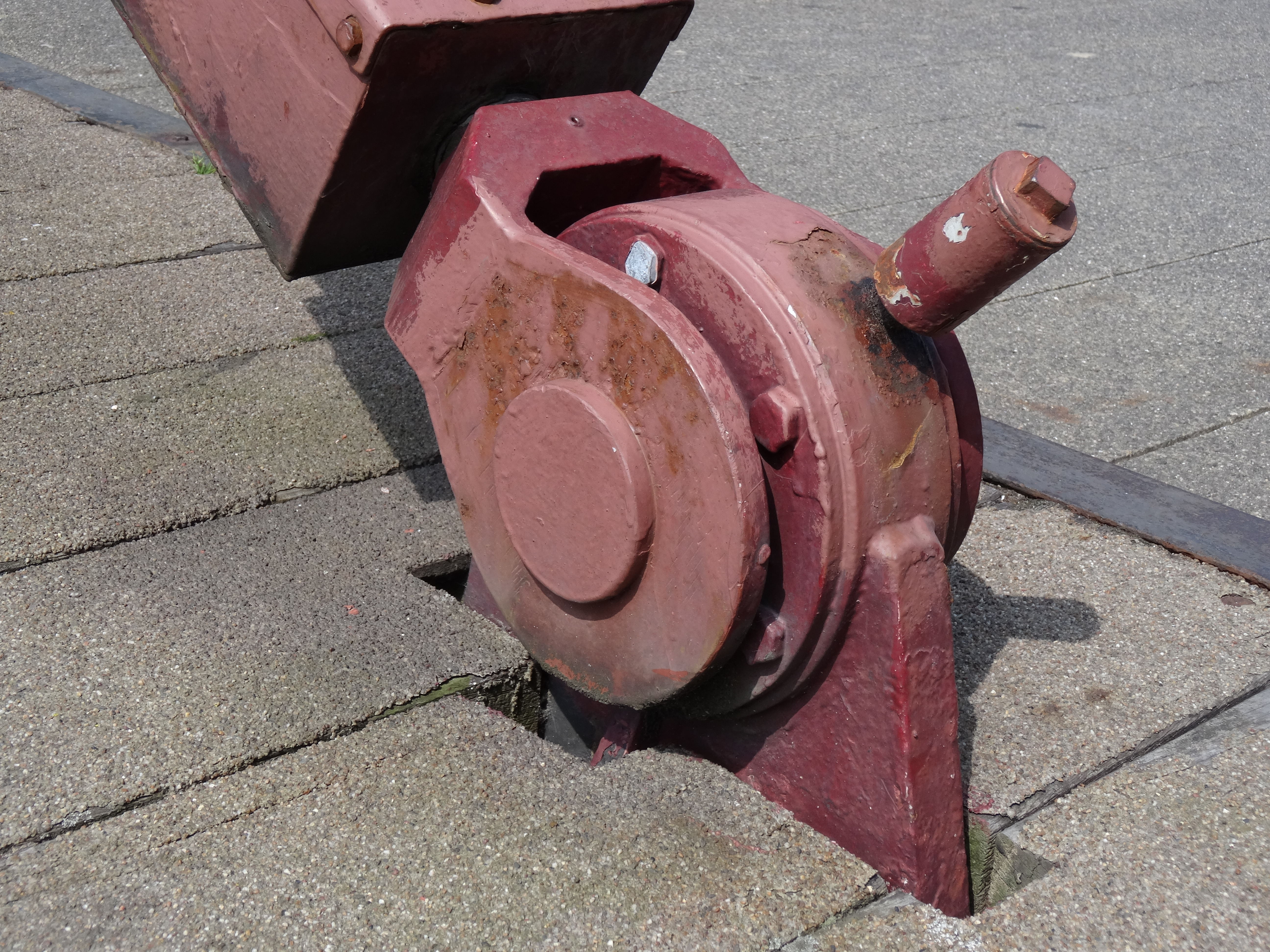
مفصل رزّي.

## وصلات خارجية
- Diagram at ntu.edu.tw